# Gephyrophora rubra
Gephyrophora rubra is een mosdiertjessoort uit de familie van de Gigantoporidae. De wetenschappelijke naam van de soort is voor het eerst geldig gepubliceerd in 1940 door Osburn.